# A Dios le Pido
"A Dios le Pido" é uma canção gravada pelo cantor e compositor colombiano Juanes contida em seu segundo álbum de estúdio, Un Día Normal (2002). Escrita por Juanes e Gustavo Santaolalla, com produção do ultimo, a faixa é uma balada do gênero rock alternativo com batidas urbanas e pop latino. Na sua letra, o artista pede a Deus por um mundo melhor e que ilumine sua família e seus conterrâneos. A composição recebeu em sua maioria análises positivas. Críticos exaltaram a execução vocal de Juanes, sua mensagem transmitida e seu conteúdo lírico considerado profundo e um hino a paz.
"A Dios le Pido" foi lançada como o terceiro single do Un Día Normal em 6 de junho de 2002 e atingiu o primeiro e segundo lugares das tabelas latinas de músicas exitosas dos Estados Unidos, a Latin Songs e Tropical Songs, respectivamente. Seu desempenho expandiu-se do continente norte-americano para o continente europeu com sua entrada em listas de nações como Áustria, França, Suíça, Bélgica e Alemanha, onde teve o pico de número um pela compilação PROMUSICAE. Esta repercussão fez com que a canção entrasse na classificação continental European Hot 100 na sua 41ª posição. Seu sucesso chegou ao continente asiático através da edição da RIANZ, classificação da Nova Zelândia, no número quinze.

## Composição e recepção
Musicalmente, "A Dios le Pido" é uma balada do gênero rock alternativo com batidas urbanas e pop latino. De acordo com a partitura publicada pela Universal Music Publishing Group na página da Musicnotes, Inc, a música possui um metrônomo de cento e quatro batidas por minuto e é composta na chave de lá menor.
"A Dios le Pido" foi também comentada em análises do Un Día Normal. Carlos Quintana, do About.com disse que a faixa é uma música refrescante que oferece letras criativas, com um jogo da guitarra elétrica agradável e um som que se encaixa em uma zona alternativa, onde um rock combina com as vibrações da música tropical. O profissional da crítica, aclamou a canção em seu ultimo verso:  "(...) é também o ponto mais visível de referência para Un Día Normal." Rogério Vargas, do site brasileiro Território da Música, apontou a faixa como um dos destaques do álbum, por ter uma letra mais sólida e profunda.

## Desempenho comercial
"A Dios le Pido" fez sua estreia nas tabelas musicais através da Latin Songs, publicada pela revista norte-americana Billboard na décima quarta posição a 25 de junho de 2002. Na data de 8 de agosto seguinte, alcançou seu pico na segunda posição da lista, na qual permaneceu por um total de 46 semanas. O single já havia entrado na compilação alemã German Singles Chart dois dias antes no seu 31° lugar e, no mesmo mês, ficou na décima segunda colocação da francesa divulgada pela companhia Syndicat National de l'Édition Phonographique (SNEP). Na Eslováquia, seu melhor emprego foi no 16° da classificação radiofônica local da Federação Internacional da Indústria Fonográfica (IFPI). No gráfico continental europeu European Hot 100, a canção teve seu auge no valor de 41.
Em fevereiro de 2005, lançada em uma versão acústica, "A Dios le Pido" desempenhou-se na primeira situação do periódico de faixas da corporação espanhola Productores de Musica de España (PROMUSICAE) e na sétima do suíço Schweizer Hitparade. Seu sucesso expandiu-se do continente europeu ao entrar na edição da Recording Industry Association of New Zealand (RIANZ), parada da Nova Zelândia, na qual seu pico foi ao atingir o número quinze. Na Áustria, Juanes teve seu melhor êxito no país com o trabalho, que atingiu a décima nona na Ö3 Austria Top 75 em 2005. O single alcançou a décima quarta posição na região Flandres da Bélgica e a posição de número 14 na Valônia, região sul do mesmo país.

## Apresentações ao vivo

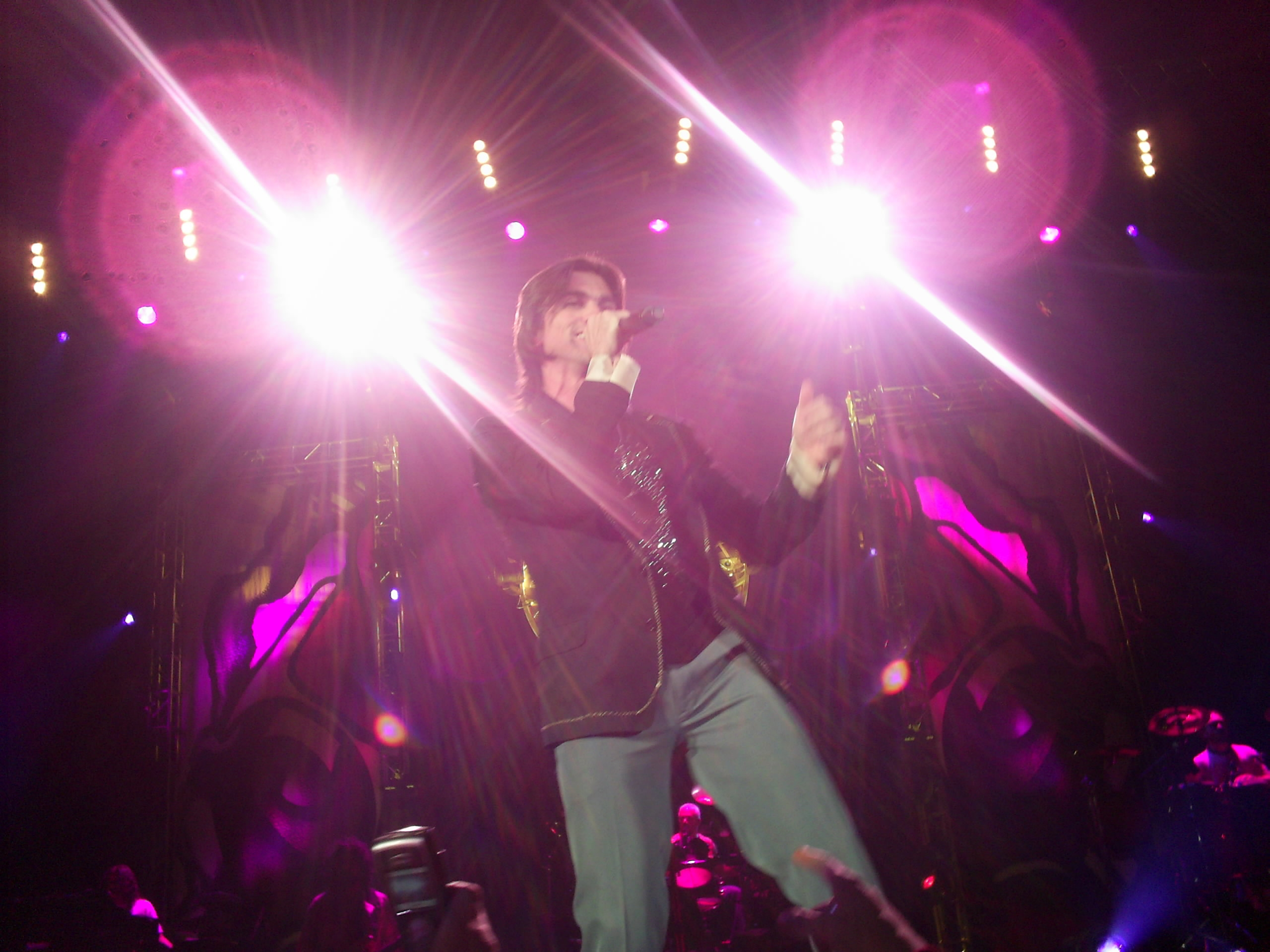
Juanes interpretando "A Dios le Pido" em Zurique, Suíça.

A faixa foi adicionada a set list de suas turnês La Vida World Tour de 2008, P.A.R.C.E. Tour em 2011 e Juanes MTV Unplugged Tour em 2012. Em 2010, Juanes apresentou a canção na abertura da Copa do Mundo FIFA de 2010, além dos singles "Yerbater", "La Camisa Negra e "Fotografía"." No Grammy Latino de 2002, Juanes interpretou a canção. Nesta mesma premiação, "A Dios le Pido" venceu na categoria "Melhor canção de Rock".
A canção foi interpretada no show "Paz sem Fronteiras" em setembro de 2009 para mais de um milhão de pessoas. Após terminar de cantar a canção, Juanes gritou a palavra paz inúmeras vezes até não conseguir mais e cantou: "Arriba La Habana, arriba Cuba, arriba Estados Unidos, Miami, Nueva York y Washington". Isto se deu pelas pessoas cubanas e americanas não se darem bem. Após o cantor pedir ao público, eles se misturaram e gritaram o nome do cantor que emocionado se despediu.

## Posições
| Paradas (2002 - 2006)               | Melhor Posição |
| ----------------------------------- | -------------- |
| Alemanha - (Media Control AG)       | 31             |
| Áustria - (Ö3 Austria Top 75)       | 26             |
| Bélgica - (Ultratop (Flanders))     | 14             |
| Bélgica - (Ultratop (Wallonia))     | 14             |
| Espanha - (Spanish Singles Chart)   | 1              |
| Estados Unidos - Latin Pop Songs    | 2              |
| União Europeia - (European Hot 100) | 41             |
| França - (France Singles Chart)     | 12             |
| Nova Zelândia - RIANZ               | 15             |
| Suíça - (Switzerland Singles Chart) | 7              |